# Axerafe
Maleque Alaxerafe Muzafar Adim Muça (Al-Malik al-Axraf Muzaffar ad-Din Musa), dito Axerafe, foi o último sultão do Egito da dinastia aiúbida, reinando de forma cerimonial entre 1250 e 1254. O seu governo foi uma farsa destinada a legitimar o golpe de estado perpetrado pela sultana Xajar Aldur (viúva de Sale Aiube), e seu novo marido mameluco Aibaque. Ele era filho de Iúçufe, emir do Iêmem, e neto de Camil.

## História
Em 2 de maio 1250, a guarda mameluca do sultão Turá Xá entrou na tenda onde ele oferecia um banquete e o assassinou. Em seguida, eles ofereceram o poder à viúva de Sale Aiube, Xajar Aldur. Porém, o califa de Bagdá, Almostacim declarou que seria inconcebível para o Egito ser governado por uma mulher e, então, Aibaque, o líder da revolta e responsável pelo regicídio, se casa com a sultana e divide com ela o poder. A Síria, que era um território egípcio, se revolta contra os rebeldes e a cidade de Damasco, juntamente com os demais emires da Síria aiúbida, juram fidelidade a Nácer Iúçufe, o emir de Alepo, bisneto de Saladino.
Para tentar contrabalançar a fidelidade dos emires à antiga dinastia aiúbida, Aibaque e Xajar decidem alçar ao trono em 5 de agosto de 1250 um príncipe egípcio que morava na região e era filho de um emir do Iêmem refugiado no Egito desde a conquista da região pelos raçúlidas. O movimento foi cerimonial a ponto de René Grousset, sempre muito preciso, não veja necessidade de especificar seu nome. Os emires aiúbidas do Egito e da Síria entraram em combate com os mamelucos abássidas em 2 de fevereiro de 1251. A batalha inicialmente pendia para os aiúbidas, mas guarda mameluca de Nácer Iúçufe desertou e juntou-se aos usurpadores. A guerra entre os aiúbidas e os mamelucos continuou até que o califa de Bagdá Almostacim interveio novamente para por fim a uma luta entre muçulmanos que só beneficiava os cruzados. Em 1 de abril de 1253, Nácer Iúçufe reconheceu o governo mameluco do Egito e os cruzados deixaram a Europa em 24 de abril do ano seguinte. A legitimação de um sultão aiúbida fictício não era mais necessária e Aybak então depôs o sultão Muzafar Adim Muça no final de 1254, confinando-o às suas tias e encerrando assim o governo da dinastia aiúbida no Egito.